# Ron Kennedy
Ronald Lionel Kennedy (* 7. Mai 1953 in North Battleford, Saskatchewan, Kanada; † 9. Juli 2009 in Klagenfurt, Österreich) war ein kanadischer Eishockeyspieler und -trainer.

## Spielerkarriere
Kennedy begann seine Karriere bei den Estevan Bruins in der Western Canada Hockey League. Die nächste Station waren die New Westminster Bruins. Kennedy wurde beim NHL Amateur Draft 1973 in der fünften Runde als Nummer 65 von den New York Islanders ausgewählt. Danach spielte er in der Central Hockey League und International Hockey League bei den Fort Worth Wings, Fort Worth Texans, Muskegon Mohawks und den Kalamazoo Wings.
Im Sommer 1978 siedelte er nach Europa über und spielte drei Saisons in den Niederlanden bei den Nijmegen Tigers. Zum Ende der Saison 1980/81 verließ er die Tigers und schloss sich dem EC Hannover an, für den er in der Folgezeit 16 Ligapartien absolvierte. Von 1982 bis 1984 spielte Kennedy beim HC Innsbruck in Österreich. 1984 kehrte er nach Nordamerika zurück und absolvierte noch sieben Spiele bei den Indianapolis Checkers.

## Trainerkarriere
Kennedy begann seine Karriere in der Western Hockey League bei den Medicine Hat Tigers. 1992 wurde er Trainer des Villacher SV. Mit den Villachern gewann er zu dieser Zeit seinen ersten österreichischen Meistertitel. Nach zwei Jahren als Cheftrainer wurde er 1994 für ein Jahr Co-Trainer bei den New York Islanders in der National Hockey League. Seine erste Trainerstation in der Deutschen Eishockey Liga war 1995 der EC Hannover. Von 1996 bis 1998 war er Trainer der Eisbären Berlin. In dieser Zeit begann er auch bei der österreichischen Nationalmannschaft als Trainer (1996).
Kennedy blieb bis 2002 Trainer der Österreicher, nebenher trainierte er von 1998 bis 2002 wieder den Villacher SV, mit denen er zwei weitere Meistertitel errang. In der Saison 2002/03 trainierte Kennedy den italienischen Erstligisten HC Bozen. 2003 kehrte er nach Deutschland zurück und trainierte bis 2008 den ERC Ingolstadt. Ab Januar 2008 war er Trainer des HC Innsbruck. Im Dezember 2008 legte er aus gesundheitlichen Gründen sein Traineramt in Innsbruck nieder. Am 9. Juli 2009 erlag Ron Kennedy einem Hirntumor. Seine Urne wurde in das Familiengrab nach Kelowna, British Columbia überstellt.

## Erfolge und Auszeichnungen
| - 1975 CHL First All-Star Team - 1989 Dunc McCallum Memorial Trophy - 1993 Österreichischer Meister mit dem EC VSV (als Cheftrainer) | - 1999 Österreichischer Meister mit dem EC VSV (als Cheftrainer) - 2002 Österreichischer Meister mit dem EC VSV (als Cheftrainer) |

## Statistik als Spieler
(Legende zur Spielerstatistik: Sp oder GP = absolvierte Spiele; T oder G = erzielte Tore; V oder A = erzielte Assists; Pkt oder Pts = erzielte Scorerpunkte; SM oder PIM = erhaltene Strafminuten; +/− = Plus/Minus-Bilanz; PP = erzielte Überzahltore; SH = erzielte Unterzahltore; GW = erzielte Siegtore; 1 Play-downs/Relegation; Kursiv: Statistik nicht vollständig)